# Hesweiler
Hesweiler település Németországban, Rajna-vidék-Pfalz tartományban. Lakosainak száma 117 fő (2023. december 31.).

## Népesség
A település népességének változása:
| Lakosok száma | 145  | 129  | 126  | 116  | 119  | 117  |
|               | 1975 | 2017 | 2019 | 2021 | 2022 | 2023 |